# 松代インターチェンジ
松代インターチェンジ（まつだいインターチェンジ）は、新潟県十日町市の上越魚沼地域振興快速道路上に設置が予定されているインターチェンジである。このIC付近は道路の具体的なルートが決まっておらず未着工である。

## 隣
上越魚沼地域振興快速道路
大島IC - 松代IC - 十日町IC